# Джеммано
Джеммано (итал. Gemmano) —  коммуна в Италии, располагается в регионе Эмилия-Романья, в провинции Римини.
Население составляет 1228 человек (2008 г.), плотность населения составляет 64 чел./км². Занимает площадь 19 км². Почтовый индекс — 47855. Телефонный код — 0541.
Покровителем коммуны почитается святой Себастьян, празднование 20 января.

## Демография
Динамика населения:

## Администрация коммуны
- Официальный сайт: http://www.comune.gemmano.rn.it/